# Sälkubbarna
Sälkubbarna är skär i Åland (Finland). De ligger i den södra delen av landskapet, 23 km söder om huvudstaden Mariehamn. Sälkubbarna ligger 2 meter över havet.
Terrängen runt Sälkubbarna är mycket platt. Trakten är glest befolkad. Närmaste större samhälle är Lemland, 18,2 km norr om Sälkubbarna. 